# Villeneuve-lès-Béziers
Villeneuve-lès-Béziers is een gemeente in het Franse departement Hérault (regio Occitanie). De plaats maakt deel uit van het arrondissement Béziers. Villeneuve-lès-Béziers telde op 1 januari 2022 4.283 inwoners.

## Geografie
De oppervlakte van Villeneuve-lès-Béziers bedroeg op 1 januari 2022 17,31 vierkante kilometer; de bevolkingsdichtheid was toen 247,4 inwoners per km².

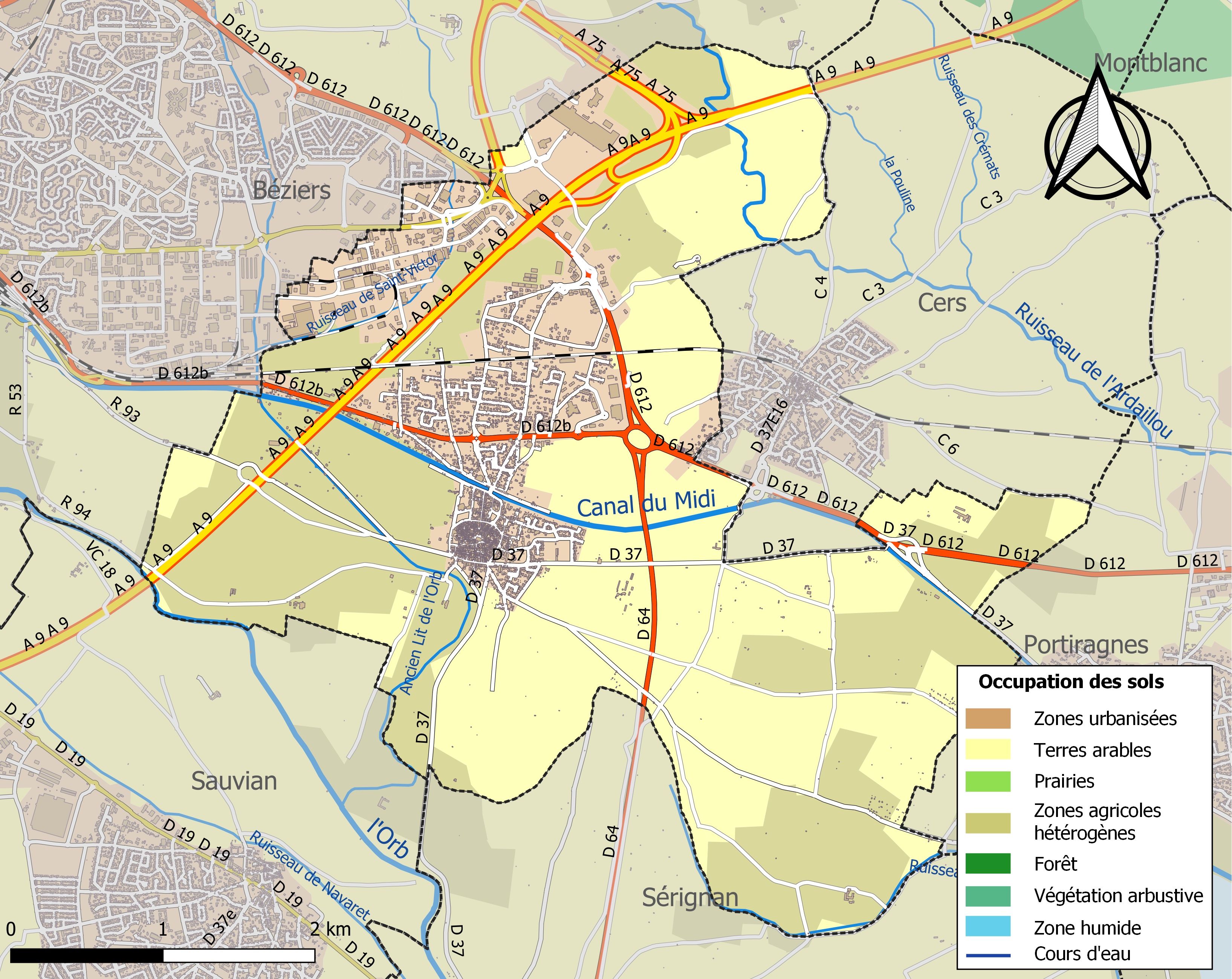
Kaart van de gemeente met belangrijkste infrastructuur, bodemgebruik en omliggende gemeenten

## Demografie
Onderstaande figuur toont het verloop van het inwonertal (bron: INSEE-tellingen).